# Alberta Adams

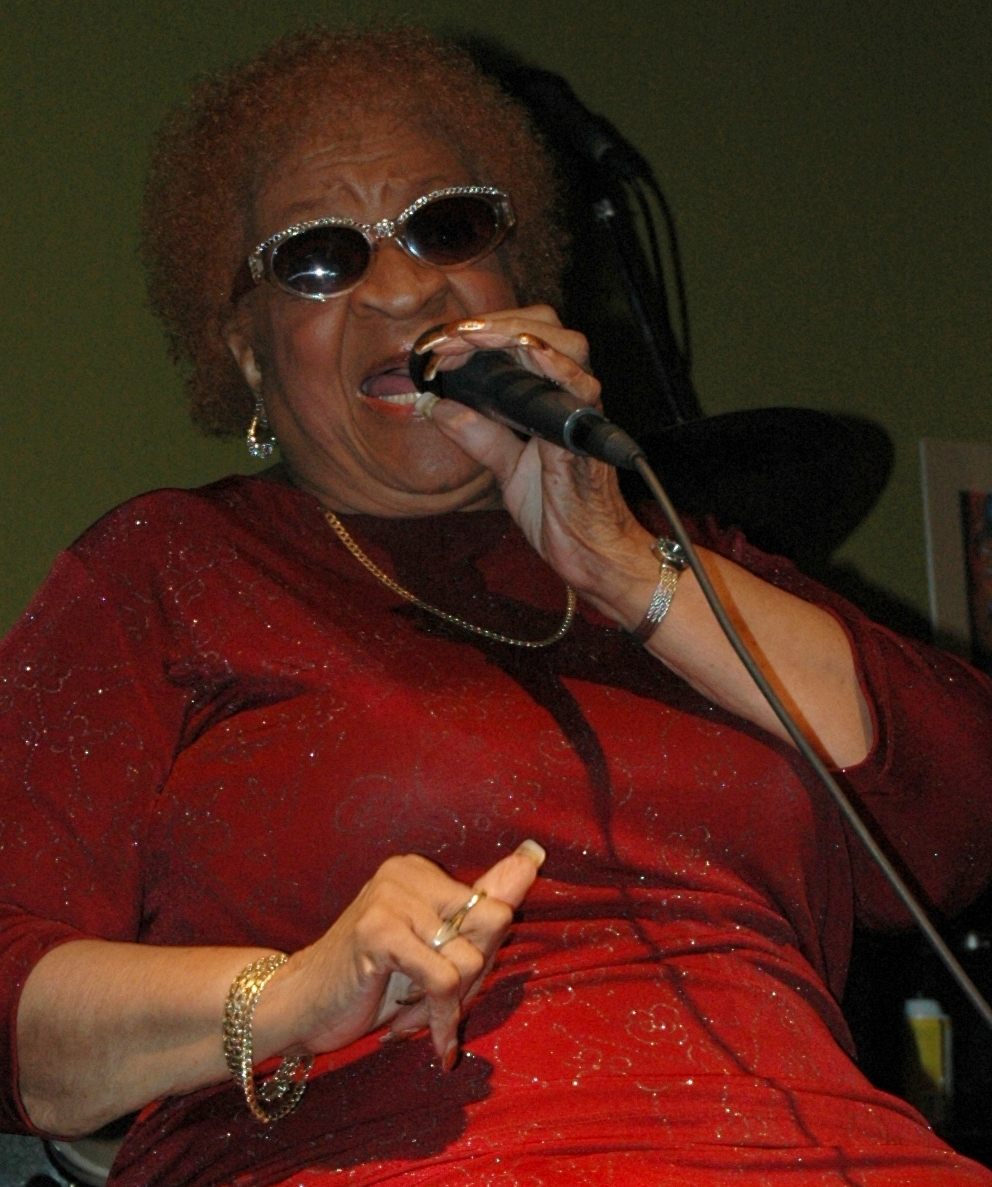
Alberta Adams singt im Sushi Blues in Hollywood (2006)

Alberta Adams (* 26. Juli 1917 in Indianapolis, Indiana; † 25. Dezember 2014 in Dearborn) war eine amerikanische Bluessängerin, die mit dem Detroit Blues, Jump Blues und Chicago Blues verbunden wird. Manchmal wird sie auch als die „Grande Dame des Detroit Blues“ bezeichnet.

## Leben
Alberta Adams wurde als Roberta Louise Osborn geboren und wuchs bei einer Tante in Detroit, Michigan auf. Sie trat in den späten 1930er-Jahren als Tänzerin in der Clubszene der Hastings Street in Detroit auf. Dort begann sie auch zu singen, und der Besitzer des Clubs, in welchem sie auftrat, ermutigte sie, ihr Repertoire zu erweitern. Im Club B & C trat sie mit späteren Größen wie John Lee Hooker, Big Maceo, Eddie Burns und Eddie Kirkland auf. Adams nannte Big Joe Turner, Dinah Washington, Sarah Vaughan und LaVern Baker als ihre ersten musikalischen Einflüsse, doch hatte sie sich das meiste selbst beigebracht.
Im B & C hörten sie auch die Chess-Brüder und gaben ihr 1952 einen Vertrag bei Chess Records, wo sie mit Red Saunders aufnahm. Für das Savoy Label nahm sie eine Single auf (Say Baby Say mit der T. J. Fowler Band) auf und als Mitglied der Bluesettes, einer Gesangsgruppe, tourte sie mit Tiny Bradshaw’s Big Band. Hier entwickelte sie eine kräftige Stimme, die man auch noch bei stark besetzten Bläsergruppen hören konnte. Als sich ihr Ruf über Detroit hinaus verbreitete, sang sie mit verschiedenen Bands, darunter mit denen von Duke Ellington, Louis Jordan, Wynonie Harris, James Moody, Eddie „Cleanhead“ Vinson und T-Bone Walker.
Nachdem sie sich weitgehend aus der Öffentlichkeit zurückgezogen hatte und nur mehr in Detroits Clubszene zu hören war, gelang ihr in den 1990er-Jahren ein Comeback. Die Alben Born With the Blues (1999) und Say Baby Say: Life’s Trials and Tribulations According to Miss Alberta Adams (2000) wurden von der Kritik freundlich aufgenommen. So wurde Born with the Blues vom Living Blues Magazine unter die 25 besten Bluesalben des Jahres 1999 gewählt. Noch im Alter von über 90 Jahren ging sie ins Studio und nahm Detroit is my Home auf. Auf diesem Album sang sie verschiedene Bluesstile, gab aber jedem Track ihre persönliche Note. Auf dem Album absolvierten Ann Rabson, Cee Cee Collins und Thornetta Davis Gastauftritte. Alberta Adams trat noch im hohen Alter regelmäßig bei verschiedenen Bluesfestivals auf und gab Konzerte. Sie freute sich über die Anerkennung, die sie bekommen hatte, meinte aber: „Ich springe aber nicht auf und ab wie Caesar.“

## Diskographie
- 1999 Born with the Blues Cannonball Records
- 2000 Say Baby Say Cannonball Records
- 2004 I’m on the Move Eastlawn Records
- 2008 Detroit Is My Home Eastlawn Records